# Тайна рукописного Корана
«Тайна рукописного Корана» — советский фильм 1991 года режиссёра Рафаэля Гаспарянца, по одноимённой повести Народного писателя Дагестана Ахмедхана Абу-Бакара.

## Сюжет
Дагестан. События происходят в период Гражданской войны. 
В одном из аулов умирает старый горец. Он завещает сыну рукописный Коран, поручая отдать его Эльдару, потомку правителей Мекки. На страницах рукописной Священной книги зашифрованы сведения о местонахождении спрятанных сокровищ шейхов Дагестана. Бандит Мазгар, представившись двоюродным братом Эльдара, убивает горца и похищает Коран. Но Мазгар неграмотный, и прочитать рукопись, а главное, заметки на её полях, не может — и отправляется к крупному землевладельцу Исмаилу, являющемуся турецким шпионом.
Эльдару — «всаднику в белом», нужно вернуть рукописный Коран из лап резидента турецкой разведки…

## В ролях
- Джейхун Кулиев — Эльдар
- Баганд Магомедов — Мазгар
- Тамилла Кулиева-Карантинаки — Мумина
- Барасби Мулаев — Исмаил
- Мустафа Ибрагимов — Ника-Шапи
- Дагун Омаев — Ливинд
- Муса Дудаев — Саид-бей
- Рупат Чараков — Мирза
- Яхья Магомедов — Сапар
- Наби Ибрагимов — Абу-Супьян
- Инал Еналдиев — Мустафа
- Патимат Кагирова — Зейнаб
- Анвер Багиров — Анвер
- Скандарбек Тулпаров — Мурад
- Юсуп Мустапаев — Ахмед
- Хан Баширов — сын Абу-Супьяна

## Литературная и реальная основа
Экранизация одноимённой повести Ахмедхана Абу-Бакара «Тайна рукописного корана» («Дигlянти белкIани»), написана в 1972 году, в том же году вышла в русском языке (авториз. пер. с даргинского Регины Кафриэлянц), вначале опубликована в журнале «Дружба народов», затем в московском издательстве «Советский писатель».
Повесть художественная, но описывает реальные события, так прототипом отрицательного героя является Али-Клыч Хасаев.

## О фильме
Фильм знаковый для Дагестана, входит в ТОП-75 фильмов о Кавказе по версии журнала «Вестник. Северный Кавказ».
Съемки велись в Дагестане, в Дербенте, в частности в доме, где сейчас располагается Дом-музей Бестужева-Марлинского.